# Dylan Mulvaney
Dylan Mulvaney, née le 29 décembre 1996 à San Diego (Californie), est une actrice, humoriste et personnalité TikTok américaine.
Elle est connue pour avoir détaillé sa transition de genre dans des vidéos quotidiennes sur la plateforme de médias sociaux TikTok depuis le début de l'année 2022.
En octobre 2022, elle s'entretient avec le président américain Joe Biden à la Maison-Blanche au sujet des droits des personnes transgenres.
En avril 2023, elle compte plus de 10 millions d'adeptes sur TikTok, tandis que sa série de vidéos, Days of Girlhood, a été visionnée plus d'un milliard de fois.

## Jeunesse et études
Mulvaney naît le 29 décembre 1996 à San Diego, en Californie Elle est diplômée du College-Conservatory of Music de l'Université de Cincinnati en 2019, avec un Bachelor of Fine Arts en comédie musicale,.

## Carrière

### 2015-2020: Premiers rôles
Son premier rôle important est celui d'Elder White dans la comédie musicale The Book of Mormon, après l'obtention de son diplôme universitaire, ce qui l'a amenée à voyager à travers les États-Unis, le Mexique et le Canada pour jouer son rôle. Elle joue également dans How The Grinch Stole Christmas ! au Old Globe Theatre, 8 : The Play au Birch North Park Theatre, Next to Normal à Arts Off Broadway, Legally Blonde, Spring Awakening, Bye Bye Birdie et High School Musical à ACT San Diego. Au début de la pandémie de COVID-19, en 2020, elle a commencé à publier des vidéos sur TikTok, qui recueillaient généralement quelques centaines de milliers de vues.

### 2021-2022: Transition et premières apparitions dans les médias
Mulvaney entreprend sa transition lors de la pandémie de COVID-19,, alors qu'elle vivait avec sa « famille très conservatrice » dans la maison de son enfance à San Diego.
Elle commence à documenter sa transition de genre dans une série quotidienne de vidéos publiées sur TikTok intitulée Days of Girlhood en mars 2022, et ses vidéos ont commencé à gagner en popularité,.

Elle déclare dans une interview :
Lorsque la pandémie a frappé, j'étais en train de jouer la comédie musicale Book of Mormon à Broadway. Je me suis retrouvée sans emploi et sans moyens créatifs pour faire ce que j'aimais. J'ai téléchargé TikTok, pensant qu'il s'agissait d'une application pour enfants. Une fois que j’ai eu la soudaine illumination d’être une femme, j'ai réalisé une vidéo humoristique intitulée "Le premier jour en tant que fille". Et ça a explosé. Je ne connais vraiment pas d'autre endroit en ligne comme TikTok qui puisse faire grandir un créateur à la vitesse à laquelle il le fait. Certaines de ces autres applications célèbrent vraiment la perfection, la révision à outrance et l'irréprochabilité. Je pense qu'avec TikTok, les gens aiment l'aspect brut. Ils aiment que les gens parlent simplement à la caméra. J'essaie d'aborder chaque vidéo comme un FaceTime avec un ami.
En octobre 2022, elle participe avec le coiffeur David Lopez à un podcast pour la marque de cosmétiques Ulta Beauty, au cours duquel elle parle de son enfance, de son coming out en tant que transgenre et de sa transition,,. Marisa Dellatto, rédactrice de Forbes, note que la vidéo a donné lieu à l'apparition du hashtag #BoycottUlta dans la section Trending Topics de Twitter et a « conduit certains à qualifier de "misogynes" les affirmations de Mme Mulvaney selon lesquelles elle peut vivre heureuse en tant que femme, et d'autres à la mégenrer ».
Plus tard en octobre, elle rencontre le président Joe Biden dans le cadre d'un forum présidentiel pour le média en ligne NowThis News,. Interrogé par Mulvaney sur la récente législation restreignant les soins de confirmation du genre pour les jeunes transgenres par les législatures dirigées par les Républicains, Biden l'a qualifiée de scandaleuse et d'immorale .
Selon NBC News, après sa rencontre avec Biden, Mulvaney est devenu la cible d'une "campagne au vitriol" de la part de militants de droite. La sénatrice républicaine Marsha Blackburn a partagé un tweet dans lequel elle a joint une vidéo TikTok créée par Mulvaney et a déclaré « Dylan Mulvaney, Joe Biden et les fous de la gauche radicale veulent rendre cette absurdité normale, ». La personnalité médiatique conservatrice Caitlyn Jenner, qui est également une femme transgenre, a écrit sur Twitter qu'elle était d'accord avec les remarques de Blackburn et a qualifié la vidéo de Mulvaney d'absurdité,.
Plusieurs jours plus tard, Mulvaney a posté une vidéo de réponse à Jenner sur TikTok pour le jour 233 de sa série Days of Girlhood, avec un message écrit « À mes abonnés, veuillez ne pas lui envoyer de haine ». Dans la vidéo, Mulvaney a directement abordé le fait d'être mégenrée par Jenner et les commentaires de cette dernière sur son corps, ainsi que ce que Mulvaney avait retenu de cette expérience,.

### Depuis 2022: Dylan Mulvaney's Day 365 Live!
En décembre 2022, Mulvaney confirme sur Instagram qu'elle avait entrepris une opération de féminisation faciale. Elle publie une image de son visage sur Instagram le 27 janvier  et fait ses débuts sur le tapis rouge lors de la 65e cérémonie des Grammy Awards le 5 février 2023,. Fin février, elle accepte un Queerties Groundbreaker Award à Hollywood.
Mulvaney organise une émission de variétés en direct au Rainbow Room à Midtown Manhattan le 13 mars 2023, pour célébrer le premier anniversaire de sa série de vidéos TikTok Days of Girlhood, intitulée Dylan Mulvaney's Day 365 Live!, avec l'actrice américaine L Morgan Lee et l'actrice et chanteuse Reneé Rapp en invitées,,. Une apparition sur The Drew Barrymore Show ce jour-là au cours de laquelle Mulvaney a parlé avec Barrymore de « faire face à la haine en ligne » a entraîné une « attaque de haine en ligne » dirigée contre Barrymore, selon le Los Angeles Times,. Sur Instagram, Mulvaney a partagé une lettre de la vice-présidente Kamala Harris la félicitant pour le premier anniversaire de sa transition.
Le 1er avril 2023, Mulvaney a fait la promotion de la marque de bière Bud Light dans une vidéo Instagram à l'occasion de March Madness, un tournoi de basket-ball universitaire organisé par la NCAA,. Selon le Washington Post, son parrainage de marque a conduit des personnalités des médias de droite, tels que Fox News, à faire référence à Mulvaney « dans des termes dépréciatifs et souvent transphobes près d'une douzaine de fois au cours des trois jours suivants ». Le parrainage a conduit à des appels au boycott de Bud Light de la part des conservateurs, et le chanteur Kid Rock a tiré sur plusieurs caisses de Bud Light avec un fusil dans une vidéo de protestation. Plusieurs usines Budweiser ont également reçu des alertes à la bombe en réponse. La promotion a entraîné une réaction importante en ligne, ainsi qu’une diminution notable des ventes de la boisson.
Mulvaney a également fait la promotion d'un soutien-gorge de sport Nike dans une publication sponsorisée sur Instagram en avril 2023, et en réponse, la nageuse olympique Sharron Davies a appelé au boycott de Nike.